# Tjärnmyrtjärnen (Fredrika socken, Lappland)
Tjärnmyrtjärnen är en sjö i Åsele kommun i Lappland och ingår i Gideälvens huvudavrinningsområde. Sjön har en area på 0,0592 kvadratkilometer och ligger 297 meter över havet.

## Delavrinningsområde
Tjärnmyrtjärnen ingår i det delavrinningsområde (710897-162221) som SMHI kallar för Utloppet av Skinnmuddselet. Medelhöjden är 301 meter över havet och ytan är 80,97 kvadratkilometer. Räknas de 119 avrinningsområdena uppströms in blir den ackumulerade arean 1 419,93 kvadratkilometer. Avrinningsområdets utflöde Gideälven mynnar i havet. Avrinningsområdet består mestadels av skog (52 procent) och sankmarker (17 procent). Avrinningsområdet har 22,19 kvadratkilometer vattenytor vilket ger det en sjöprocent på 27,4 procent.